# 亞宇治大羽介
亞宇治大羽介（学名：Meganopteron subuchioi）为尾花介科大羽介屬下的一个种。